# Al-Muizz ben Badis
Al-Muizz ben Badis a été le quatrième émir ziride régnant en Ifriqiya (1016-1062).

## Biographie
Né en 1008, Al-Muizz n'a que huit ans à la mort de son père Badis auquel il succède. N'étant pas majeur au moment de son ascension au trône, sa tante Saïda bint Mansour est nommée régente jusqu'a sa maturité.
Le territoire dominé par les Zirides a été sensiblement réduit pendant le règne de son père à cause des sécessions successives des Zirides de Grenade qui lui ont fait perdre l'Andalousie en 1012, et celle de l'oncle de son père Hammad qui a créé sa dynastie dans tout l'ouest de l'Afrique du Nord. Il ne règne plus que sur l'Ifriqiya et conserve Kairouan comme capitale de la dynastie.
Hammad qui occupait déjà M'Sila et Achir, fait le siège de Bejaïa. Il lève ce siège dès qu’il apprend que les armées de Muizz marchent contre lui et s’apprête à les affronter. Il subit alors une défaite qui l’oblige à laisser son camp et son frère Ibrahim aux mains de l’adversaire. Il se réfugie à Kalâa (Kalâa des Béni Hammad) et obtient l’arrêt des hostilités. En 1017, le fils de Hammad se présente devant Al-Muizz et lui demande de cesser cette guerre.
En 1019/1020, Zawi ibn Ziri qui s’était rendu maître de Fès pendant le règne de Badis, est reçu avec honneur par Al-Muizz.
Le traité conclu entre Al-Muizz et Hammad reconnaît à celui-ci la possession de M'Sila, de Tobna, du Zab, d’Achir et de Tahert. La paix est effective et les familles s’allient par des mariages.
Hammad meurt en 1028 et son fils Al-Qaid lui succède. En 1040/1041, Al-Muizz fait le siège de Kalâa où est Al-Qaid pendant deux ans. Il finir par abandonner ce siège. Il rentre à Mahdia et reste alors en paix avec son rival.
Jusque-là, les Zirides étaient restés de fidèles vassaux des Fatimides d'Égypte. Mais ces suzerains n'ont apporté aucun secours à son père pour faire face aux sécessions. Al-Muizz ben Badis va changer de politique, peut-être sous l'influence du courant religieux sunnite ou pour plaire à une opinion publique hostile au chiisme dans la région de Kairouan. Il va rompre avec le califat chiite des Fatimides et se déclarer allié des califes Abbassides (1048). Cette déclaration d'obédience aux Abbassides est moins le signe d'un ralliement à Bagdad que celui d'une rupture complète avec Le Caire. Il profère publiquement des imprécations hostiles aux râfidhites, terme péjoratif pour nommer les chiites, et donne l’ordre de les tuer. Lors d’une promenade, son cheval étant sur le point de s’écrouler, il invoque Abou Bakr et Omar. Cette imprécation est interprétée comme une profession de foi sunnite par la foule qui fait un « affreux » massacre des chiites. Tandis que le calife fatimide Al-Mustansir Billah envoie ses remontrances à Al-Muizz, ce dernier répond en jetant le doute sur l’origine des califes fatimides. Al-Muizz fait interdire la mention du nom d’Al-Mustansir Billah dans les mosquées et fait brûler les drapeaux du calife. En 1045/1046, Al-Qa'im, le calife abbasside de Bagdad ayant reçu l’allégeance d’Al-Muizz lui envoie une lettre d’investiture dont on fait la lecture dans la mosquée de Kairouan où l’on déploie des étendards noirs,. Cette nouvelle alliance avec Bagdad marque une évolution de l'Ifriqiya qui s'orientalise plus que le reste de l'Afrique du Nord. La cour ziride adopte quelques habitudes de luxe et de munificence dignes de potentats orientaux. La dot de la fille d'Al-Muizz charge dix mulets et valait un million de dinars. Al-Muizz fait construire plusieurs palais à Al-Mansuriya.
Pour se venger de cette rupture, le calife fatimide Al-Mustansir Billah permet aux nomades arabes Hilaliens qui lui causaient des problèmes dans le sud de l'Égypte, de pénétrer en Ifriqiya : Il se débarrasse ainsi d'un problème tout en punissant un rebelle. Cette invasion hilalienne, Ibn Khaldoun la décrit comme destructrice de la civilisation urbaine. Ces arabes pénètrent dans le pays et dévastent les villes et les campagnes. Al-Muizz envoie une armée les combattre mais celle-ci est vaincue. Il part les affronter lui-même mais subit une nouvelle défaite près du mont Hayderan. Al- Muizz se réfugie à Kairouan où il est assiégé par l’ennemi qui ravage la région.
Le 27 juin 1047, Al-Muizz organise une expédition navale contre les Byzantins en envoyant sa flotte aux îles de Constantinople, l'expédition est victorieuse et parvient à obtenir du butin,.
En 1057, Al- Muizz se rend à Mahdia sous la protection de l’émir hilalien de la famille des Banu Riyah dont il vient d’épouser la fille. Arrivé à Mahdia, il séjourne chez son fils Tamim tandis que les arabes pénètrent dans Kairouan et la mettent à sac. Pendant ce séjour à Mahdia, les révoltes se multiplient dans le royaume ziride. En 1059, Sfax passe au pouvoir d’un émir Berghouata. La ville de Sousse se proclame indépendante, Tunis est prise par An-Nasir, petit-fils de Hammad et fils de Bologhine maître de la Kalâa, le gouverneur de Gabès fait allégeance à Mounès Ibn Yahya l’émir des Banu Riyah.
Al-Muizz ben Badis meurt en 1062, la même année que son rival hammadide Bologhine. Tamim ben al-Muizz succède à son père comme cinquième émir ziride.
Al-Muizz ben Badis est le souverain ziride responsable de la prise de Palerme par les Zirides en 1036, qui permet à ces derniers d'imposer leur suzeraineté sur l'île. Elle oppose l'émir kalbide Ahmad ben Yousouf Al Akhal souverain de l'île aux troupes envoyées par l'émir ziride Al Muiz Ibn Badid. Elle intervient dans un contexte d'affaiblissement de la dynastie kalbide minée par ses échecs face aux Byzantins.